# Plošný spoj

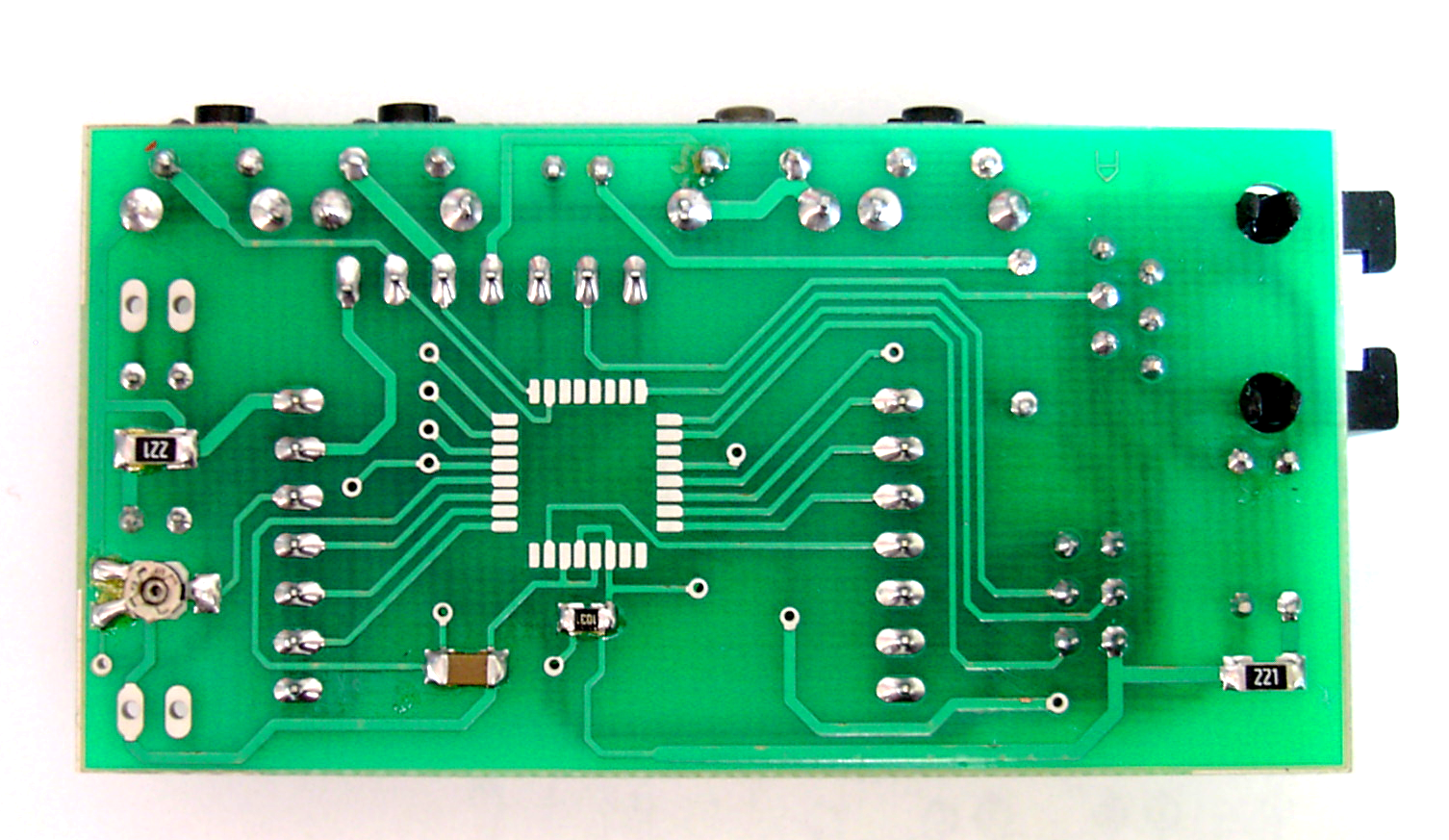
Plošný spoj – ukázka montáže SMD a zelené nepájivé masky

Rezistor osazený do otvorů v DPS a připájený na spodní straně

Plošný spoj, přesněji deska plošných spojů (zkráceně DPS, anglicky PCB = Printed Circuit Board), je v elektronice deska určená k osazení elektronických součástek, které propojují vodiče vytvořené v tenké (ploché) kovové vrstvičce na povrchu desky. Plošné spoje se využívají pro realizaci elektronických obvodů a nacházejí se prakticky ve všech složitějších elektronických zařízeních.
Běžně se vyrábí z izolační sklolaminátové desky opatřené z jedné či častěji obou stran měděnou fólií. Na měděnou vrstvu se přenese grafický návrh rozmístění součástek a jejich propojení, například tiskem, proto také název tištěný spoj. Měď mimo vyznačené spoje zakryté leptuvzdornou vrstvou se odstraní leptáním. Takto vzniklá deska plošných spojů se obvykle ještě dále upravuje.
Součástky se k desce mechanicky upevňují a současně elektricky propojují s plošnými spoji pájením cínovou pájkou. Osazování klasických součástek se provádí tak, že se jejich vývody ve formě drátů či kolíčků prostrčí předvrtanými otvory v DPS a připájí na opačné straně desky. V souvislosti s miniaturizací se také používá technologie povrchové montáže (SMT z anglického surface-mount technology). Součástky pro povrchovou montáž (surface-mount device, SMD) mají na svém povrchu kontaktní plošky, za které se připájí na stejnou stranu DPS, na které jsou osazeny. To umožní i osazení desek součástkami z obou stran.

## Složitější plošné spoje
Protože současné součástky mají desítky i stovky vývodů, nebylo by je možné dobře propojit na jednoduché desce plošných spojů. Proto byly vyvinuty oboustranné DPS, které mají vodivý obrazec z obou stran, a následně vícevrstvé DPS. Vícevrstvé DPS vznikají slepením několika tenkých oboustranných DPS. U dvou- nebo vícevrstvých DPS se musí prokovovat průchody mezi vrstvami. DPS se běžně opatřují nepájivou maskou. To je poloprůhledná izolační vrstva typicky zelené (někdy také červené nebo fialové) barvy. Nechává odkryté jen pájecí plošky, zbytek vodivých cest zakrývá, a zlepšuje tak izolační vlastnosti desky; současně brání poškození vodivých cest. Pro orientaci při kontrole, opravách nebo nastavování se na nepájivou masku často tiskne servisní potisk, který vyznačuje umístění součástek a jejich označení dle elektrického schématu.
Protože ruční návrh plošných spojů by byl u složitějších obvodů extrémně časově náročný, přičemž by snadno mohlo docházet k chybám, dále prodražujícím vývoj, používají se pro návrh systémy CAE, jež vývoj v tomto smyslu usnadňují. Vývojář nejprve vytvoří schéma zapojení, ze kterého se vygeneruje seznam spojů (netlist). Jiný program (autorouter) může na základě tohoto netlistu vytvořit předlohu pro výrobu DPS.

## Historie
Vývoj metod používaných při výrobě moderních plošných spojů začal na počátku 20. století. V roce 1903 německý vynálezce Albert Hanson použil ploché fóliové vodiče laminované na izolační desce v několika vrstvách. Thomas Edison experimentoval s chemickými metodami pokovení vodičů na izolačním papíru v roce 1904. Arthur Berry v roce 1913 patentoval ve Velké Británii metodu tisku a leptání spojů. Ve Spojených státech amerických obdržel Max Schoop patent na žárové stříkání kovu na desku přes masku. Charles Ducase v roce 1927 patentoval metodu galvanizace předloh obvodů.

## Základní materiál pro výrobu DPS

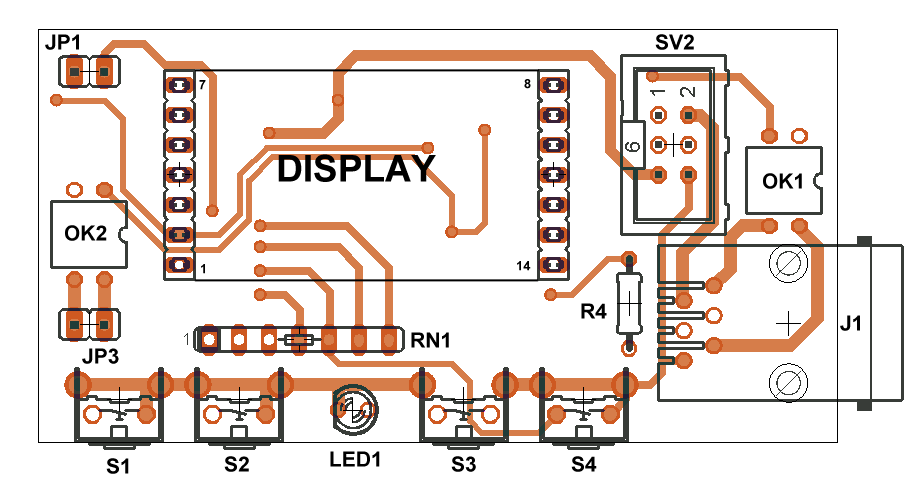
Plošný spoj – návrh – strana součástek

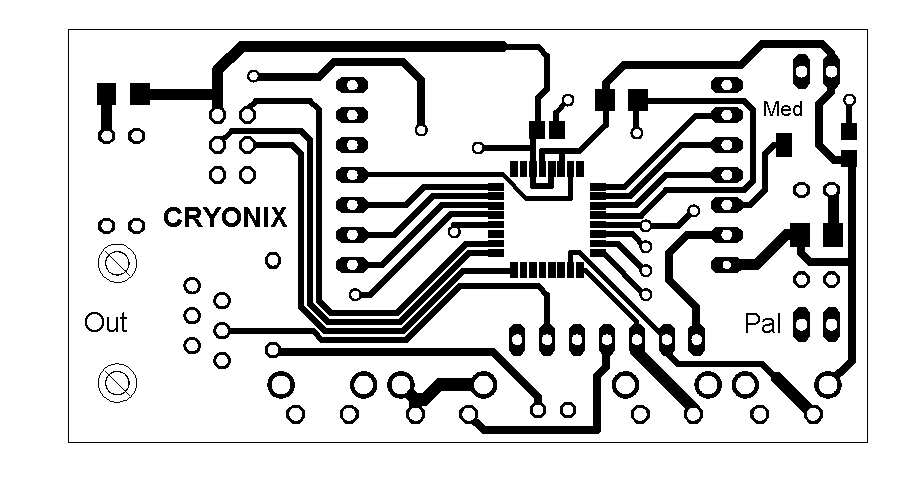
Plošný spoj – návrh – data k výrobě

Základním materiálem pro výrobu DPS je nejčastěji laminát ze skelné tkaniny sycený epoxidovou pryskyřicí. Z jedné nebo obou stran je nalepena měděná fólie. Epoxidová pryskyřice má jemně nažloutlou (medovou) barvu. Tloušťka laminátu je běžně 1 až 1,5 mm, tloušťka měděné fólie 17 nebo 35 μm; pro náročnější úlohy se používají i další tloušťky. Tento materiál je bez ohledu na skutečného výrobce v ČR známý pod názvem „CUPREXTIT“; původně se jednalo o obchodní název materiálu vyráběného podnikem KABLO Bratislava, v závodu GUMON. Obdobný materiál, vyráběný na území dnešní ČR, se jmenoval UMATEX, později LAMPLEX. Materiály pro výrobu DPS existují v mnoha různých provedeních. Tloušťka laminátu je od 0,8 do 2 mm. Složení nemusí být vždy skelná tkanina v epoxidu. Pro jednodušší výrobky, jako je spotřební elektronika, existují lamináty se základní vrstvou z tvrzeného papíru napuštěného pryskyřicí (vlastně se jedná o pertinax, tj. papír tvrzený fenolformaldehydovou pryskyřicí s vrstvou mědi – vzhledem ke svým vlastnostem nepříliš oblíbená, ale levná varianta, která nesnáší opakované pájení, v ČR známá pod názvem CUPREXKART), nebo mohou být ze skelné tkaniny pouze vnější vrstvy a mezi nimi je netkaná textilie. Pro vysokofrekvenční obvody se užívá laminát na bázi teflonu. Tloušťka měděné fólie je odvozena od její hmotnosti v amerických mírách. Podle této hmotnosti se také kdysi tloušťka označovala: 35 μm je tzv. jednouncová měď (jedna čtvereční stopa váží jednu unci) a 70 μm je tzv. dvouuncová měď.

### Označení materiálů pro plošné spoje
- FR1 Papír nasycený fenolovou pryskyřicí – laciný druh
- FR2 Papír nasycený fenolovou pryskyřicí – standardní provedení
- FR3 Papír nasycený epoxidovou pryskyřicí
- FR4 Tkanina ze skelných vláken sycená epoxidovou pryskyřicí – nejběžnější druh
- FR5 Tkanina ze skelných vláken sycená epoxidovou pryskyřicí – zvláště tepelně odolný druh

## Výroba desek plošných spojů

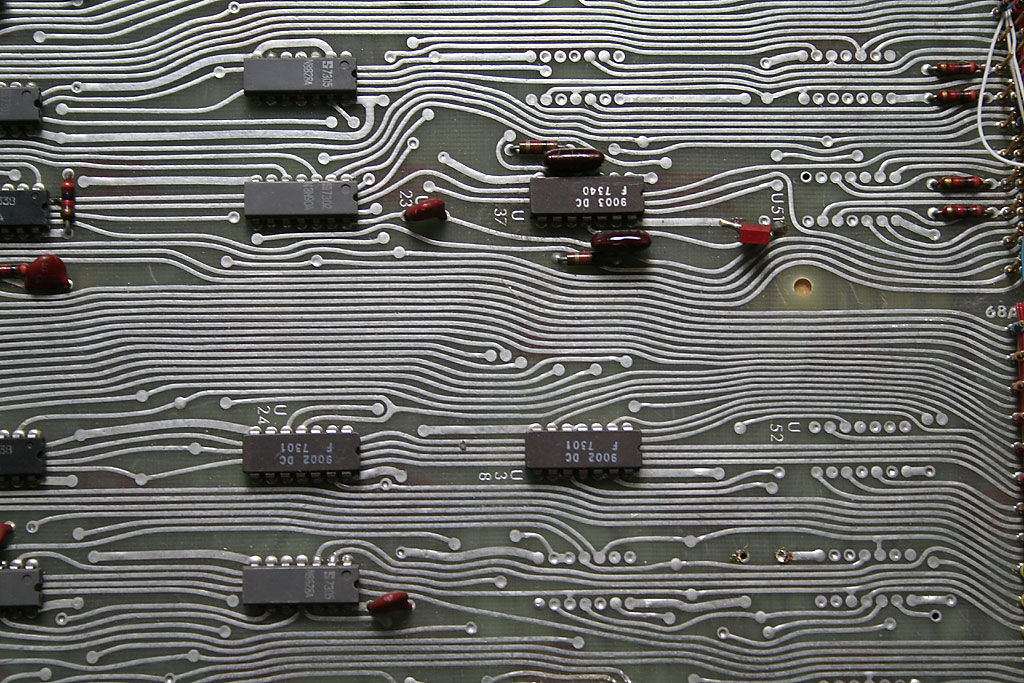
Plošný spoj – historie; vlastní spoje zabírají větší část plochy desky, protože jsou širší a mají větší rozestupy mezi sebou; deska je také pouze oboustranná, ne vícevrstvá

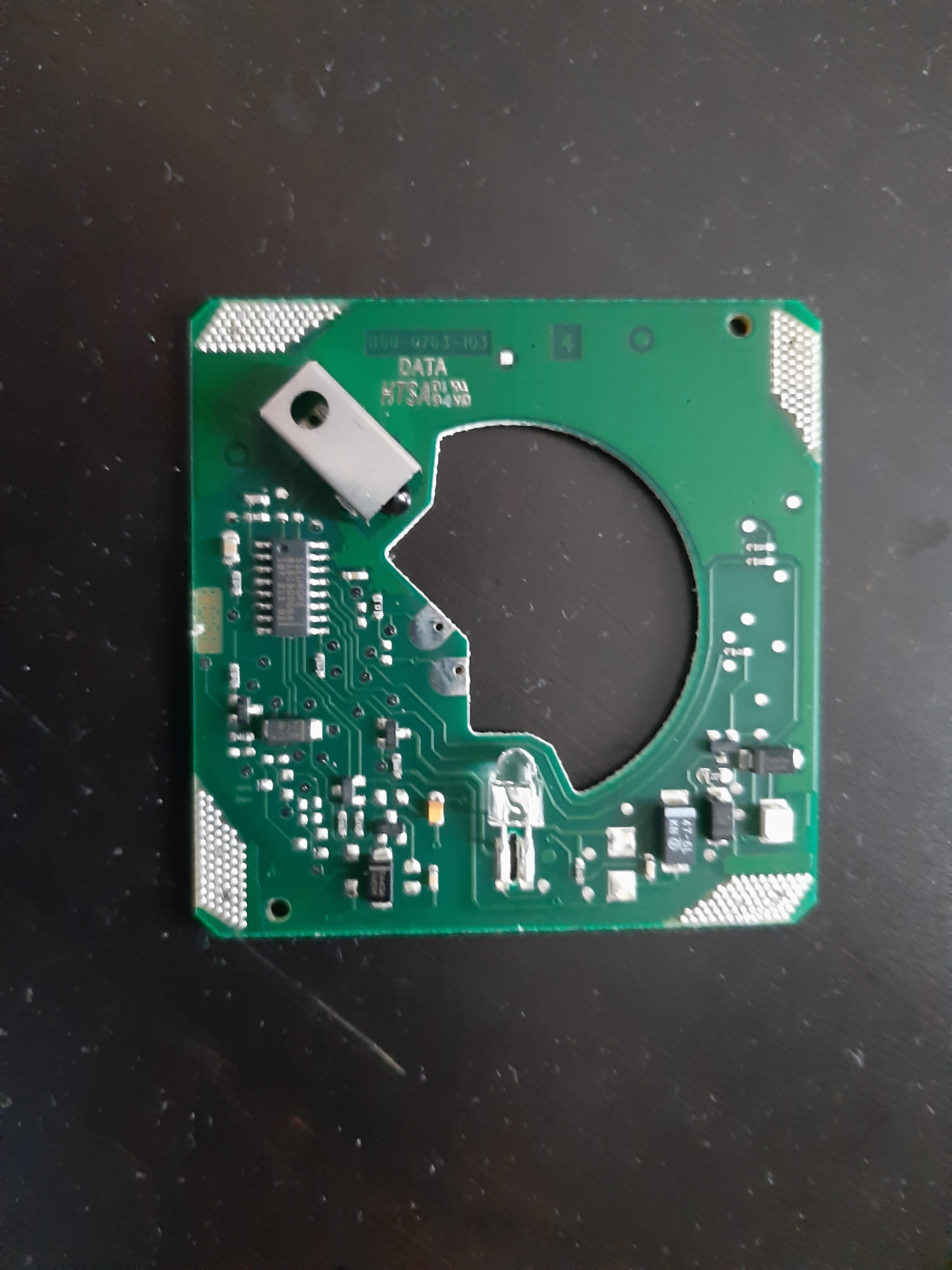
DPS z detektoru kouře

Základní kroky při výrobě plošných spojů jsou:
- Vyvrtání otvorů
- Očištění povrchu měděné fólie odmaštěním a obroušením
- Zakrytí motivu plošného spoje (vodivých cest a plošek, které mají na plošném spoji zůstat) leptuvzdornou vrstvou
  - V amatérských podmínkách se k zakrytí motivu plošného spoje používají rychleschnoucí laky nanášené ručně. Existují i předem připravené přířezy základního materiálu pokryté světlocitlivou vrstvou, ale v amatérských podmínkách bývá problém s dostatečným osvitem.
  - V počátcích průmyslové výroby plošných spojů se leptuvzdorná vrstva nanášela sítotiskem. Odtud také starší název plošných spojů: „Tištěné spoje“ (v angličtině se stále běžně používá výraz PCB = Printed Circuit Board)
  - Současná průmyslová výroba plošných spojů používá fotolitografické techniky
- Odleptání nepotřebné mědi (v amatérských podmínkách chloridem železitým)
- Odstranění leptuvzdorné vrstvy
- Nanesení krycích a ochranných vrstev
- Mechanické opracování desky do výsledného tvaru
  - Frézováním se zhotovují kruhové otvory o průměru větším než 6 mm a nekruhové otvory a výřezy. Provádí se většinou na stejném stroji (souřadnicové vrtačce) a při stejném upnutí jako vrtání. U jednostranných plošných spojů se otvory dříve zhotovovaly vystřihováním na výstředníkových lisech. Vzhledem k nákladům na zhotovení razníku a nebezpečí poškození povrchu se od této metody upustilo.
  - Stříháním na padacích nůžkách se ostřihují rovné vnější hrany, pokud přesnost dosažitelná touto metodou dostačuje.
  - Řezáním kotoučovou pilou se docílí přesnějšího opracování rovných hran.

- Drážkováním se dělí desky menších rozměrů, které se mají hromadně osazovat. Princip této techniky je v proříznutí úzké drážky do spodní i horní strany desky protiběžnými kotouči. Ponechá se pouze tenká spojovací vrstva.

- Provede se metalografický výbrus plošného spoje.

- Finálním krokem je optické a elektrické testování desky plošných spojů.[1]
- Osazené, zapájené a někdy i oživené desky se rozlámou jako tabulka čokolády.

Běžně se pro snížení ceny kombinuje frézování složitých tvarů s některou jednodušší technologií zhotovení rovných řezů. Někdy se také můžeme setkat s metodou frézování DPS navržených metodou dělicích čar. V amatérské praxi se pro kusovou výrobu také často používá metoda rytí dělicích čar pomocí vhodného nástroje.